# رایان دستنی
رایان دستنی (به انگلیسی: Ryan Destiny) (زاده ۸ ژانویهٔ ۱۹۹۵) بازیگر، خواننده و ترانه‌سرا آمریکایی است.
از کارهای معروف او می‌توان به بازی در فیلم‌های پیشگو و آتش درون اشاره کرد.